# 智能囚屋
《智能囚屋》（英語：Tau）是一部2018年的科幻驚悚電影，由 Federico D'Alessandro 執導，Noga Landau 编劇，瑪嘉·夢露，艾德華·斯克林，和加利·奧文主演。

## 演員
- 瑪嘉·夢露 飾演 朱莉亞 / 測試對象三號
- 艾德華·斯克林 飾演 亞歷斯
- 加利·奧文 飾演 Tau
- Fiston Barek 飾演 測試對象二號
- Ivana Zivković 飾演  測試對象一號
- Sharon D. Clarke 飾演 Queenpin
- Ian Virgo 飾演 Party Boy

## 發佈
Netflix 於 2017 年 11 月購得電影的發行權，  並於 2018 年 6 月 28 日開放串流。 

### 反響
在匯總媒體網站 Rotten Tomatoes 上，獲得 25% 支持率，及 12 則影評人平均給分 4.9/10 。 在Metacritic 上，電影的加權分數為 43 分（滿分 100 分），並獲得五則「褒貶不一」的評論。 